# Crims al Bàltic: Brossa marina

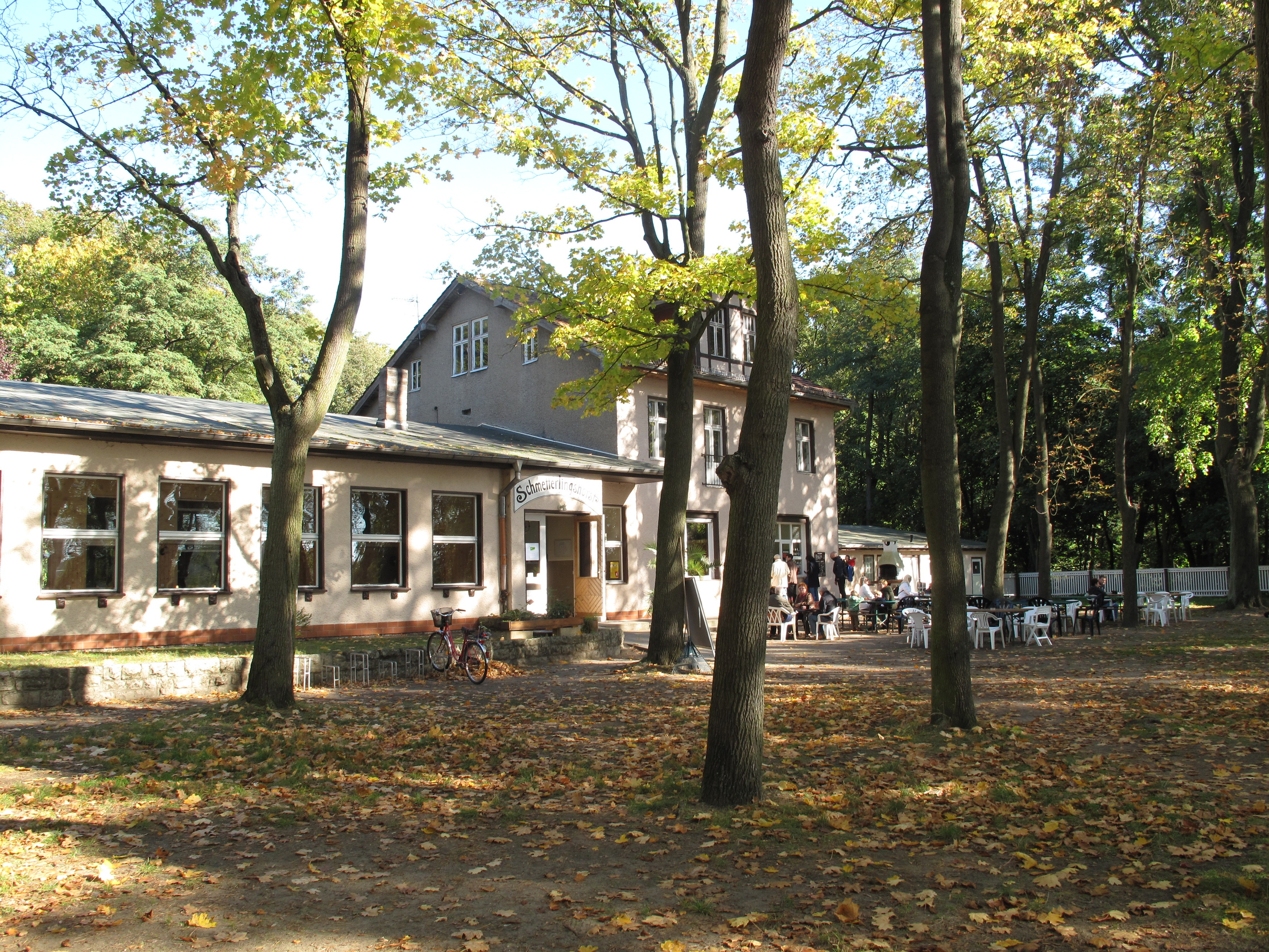
El rodatge també va tenir lloc a Berlín, concretament a Schmetterlingshorst.

Crims al Bàltic: Brossa marina (títol original en alemany, Der Usedom-Krimi: Strandgut) és el novè film de la sèrie de pel·lícules de ficció criminal Crims al Bàltic. L'episodi es va emetre per primera vegada el 7 de novembre de 2019 a Das Erste. S'ha doblat al català central per a TV3, que va estrenar-lo el 7 de gener de 2024.
La primera emissió de Brossa marina el 7 de novembre de 2019 va ser vista per 5,38 milions d'espectadors a Alemanya, cosa que significava el 18% de quota de pantalla.

## Sinopsi
Al fons marítim de les costes d'Usedom hi ha encara força material bèl·lic procedent de la Segona Guerra Mundial. Tot sovint a les platges es dipositen peces de fòsfor blanc, un potent agent incendiari amb el mateix aspecte que l'ambre, que crema al cap de pocs segons de contacte amb la mà. Un vaixell danès s'encarrega oficialment de recollir el fòsfor del mar, però aviat es revela que aquest no és el seu interès principal. Inesperadament, un cadàver de dona és arrossegat a la platja. Un cop identificada, es coneix que el fòsfor blanc va tenir a veure amb la seva mort. La seva troballa remou els records d'algunes persones de l'illa.

## Producció
Es va rodar del 19 de febrer al 20 de març de 2019 a l'illa d'Usedom i a Berlín. El restaurant Schmetterlingshorst, a la riba nord del llac Langer See, va ser un dels llocs de rodatge d'aquest episodi.
A la pel·lícula, el fòsfor blanc juga un paper important com a escuma. És la modificació més volàtil i reactiva del fòsfor i es pot confondre fàcilment amb l'ambre. Particularment a Mecklenburg-Pomerània Occidental, trossos de fòsfor blanc son arrossegats fins a les platges per l'acció de les onades durant episodis de tempesta amb vent. L'agost de 1943, la Royal Air Force va llançar bombes incendiàries que contenien fòsfor, que van errar els objectius previstos i van caure en gran nombre a les zones costaneres del mar Bàltic. Si es troba fòsfor blanc i es posa a la butxaca, per exemple, s'encén per si sol quan està sec i pot causar cremades greus.